# 罗克珊国防工业
罗克珊国防工业（Roketsan）是土耳其的一家国防企业，成立于1988年，总部位于安卡拉。该公司生产制造导弹、火箭、系统和子系统等军事相关产品，并提供技术支持和服务。

## 历史
Roketsan 于 1988 年 6 月 14 日根据土耳其国防工业执行委员会的决定成立，是土耳其政府为了满足本土产业化需求而创立的国防企业之一，旨在满足土耳其武装部队 (TAF) 的火箭和导弹需求，并在火箭和导弹设计、开发方面拥有领先地位。
该公司的初始目标是设计和生产一种新型反坦克导弹。在接下来的几十年里，Roketsan不断扩大其产品线和能力，包括生产各种导弹、火箭和导弹系统等。该公司还提供各种技术支持和服务，包括培训和维修。

## 产品
Roketsan的产品线包括以下几类：
- 导弹[1]：包括反坦克导弹、空对地导弹、空对空导弹、反舰导弹等；
- 火箭：包括火箭炮[2]、多管火箭发射器等；
- 系统和子系统：包括导航和控制系统、弹道计算机、火控系统等。

## 技术支持和服务
Roketsan提供各种技术支持和服务，包括以下几项：
- 培训：Roketsan提供各种培训课程，以帮助客户了解和使用其产品；
- 维修：Roketsan提供各种维修服务，以确保其产品在使用过程中的可靠性和安全性；
- 技术支持：Roketsan为客户提供技术支持，以帮助他们解决使用过程中遇到的问题。